# 名古屋市中川図書館
名古屋市中川図書館（なごやしなかがわとしょかん）は、名古屋市中川区吉良町の名古屋市図書館の分館である。
2016年度の蔵書数は106,679冊、貸出数は609,704冊である。
図書を106,679冊（一般書：77,907冊、児童書：28,704冊）、新聞を22紙、雑誌を135誌、視聴覚資料を2438点（紙芝居：788組、CD：795枚、カセットテープ:128巻、ビデオテープ：288巻、ビデオディスク：426枚、CD・DVD-ROM：13枚）所蔵している。

## 概要
1970年（昭和45年）6月20日、名古屋市中川図書館として松葉公園内において開館した。その後、老朽化に伴い、2002年（平成14年）11月1日に荒子公園東側に名古屋市中川文化小劇場との併設館として新築移転した。館内には特集コーナーとして、当地ゆかりの人物として前田利家に関する資料を集めたコーナーのほか、中川区が区内において7つの河川が流れる農業が盛んな地域であることから「川と花と緑のコーナー」を常設している。

## サービス
図書館の入館や利用はだれでも可能であるが、館外貸出には利用者登録が必要で愛知県在住・在勤・在学者のみが可能となっている。
館外貸出
図書が最大14日で6冊まで、それとは別に紙芝居が3組、カセットテープ・CD・DVDが3点、紙芝居舞台1台の館外帯出が可能である。また、返却は紙芝居の舞台以外であれば貸し出し館に限らず名古屋市図書館各館において行うことができる。ただし、貸出点数に関しては、名古屋市図書館全館で共通して計算する。
開館時間
火 - 土：9時30分 - 19時00分
日・祝日：9時30分 - 17時00分
休館日
月曜日（祝日の場合は開館し翌日休館）
毎月第3金曜日（祝日の場合は開館）
特別整理期間
年末年始（12月29日から1月4日まで）

## 交通アクセス
- 名古屋臨海高速鉄道あおなみ線 荒子駅下車 徒歩で約2分[5]。
- 名古屋市営地下鉄東山線 高畑駅4番出口より東へ徒歩で約10分[5]。
- 名古屋市営バス「荒子駅」停留所より徒歩で約2分、または「荒子観音」停留所より徒歩で約3分[5]。

## 公式サイト
- 公式ウェブサイト（日本語）